# NGC 6198
NGC 6198 este o galaxie eliptică situată în constelația Dragonul. A fost descoperită în 28 iunie 1886 de către Lewis A. Swift. Se află la o distanță de 77,57 de megaparseci de Pământ.